# Puig de la Segalissa
El Puig de la Segalissa és una muntanya de 1.795,4 metres d'altitud del límit entre les comunes d'Escaró i de Nyer, totes dues de la comarca del Conflent, a la Catalunya del Nord.
És a l'extrem sud-est del terme d'Escaró i a la zona sud-est del de Nyer. És al nord-oest del Pic de Tres Estelles i al sud-est del Serrat de la Tallada.
El Puig de la Segalissa és un lloc de pas habitual de les rutes de muntanya dels contraforts nord-occidentals del Massís del Canigó.